# Rauenberg
Rauenberg – miasto w Niemczech, w kraju związkowym Badenia-Wirtembergia, w rejencji Karlsruhe, w regionie Rhein-Neckar, w powiecie Rhein-Neckar-Kreis, siedziba związku gmin Gemeindeverwaltungsverband Rauenberg. Leży nad rzeką Waldangelbach, ok. 17 km na południe od Heidelbergu, przy autostradzie A6 i drodze krajowej B39.